# Voravongse II.
Voravongse II. (auch Vorouvongsa, Voruvongse, laotisch ວໍຣະວົງສາ ທັມມິກະຣາດ Voravongsa  Thammikarad; voller Thronname Somdet Brhat-Anya Chao Vara Varman Dharmika Raja Jaya Sri Sadhana Kamayudha; * 1585; † 1622 in Luang Phrabang) war zwischen 1596 und 1621 König des laotischen Königreiches Lan Xang.

## Leben
Voravongse II. war ein Sohn von Brhat Vorapita und stand zeitweise unter der Regentschaft seiner Frau Dharmagayi, einer Tochter von König Pho Thisarath I. (reg. 1529–1548). Zunächst wurde er zum Somdet Brhat-Anya Chao Maha Uparat ernannt (einer Art Vizekönig). Nach dem Tod seines Cousins No Keo Kuman 1596 wurde er von den Adligen zum neuen König ausgerufen. Zunächst stand er unter Regentschaft seines Vaters, wurde aber von Rebellen gefangen genommen und 1599 zum König ausgerufen. 1600 verlegte er seinen Amtssitz nach Mueang Kun, außerhalb von Luang Phrabang. Nach der Wiedervereinigung mit seiner Familie trat der Vater von der Regentschaft zurück, und Voravongse wurde 1603 als Vara Varman Dharmika Raja Jaya gekrönt. Er erklärte die Unabhängigkeit von Lan Xang gegenüber den Birmanen.
Voravongse heiratete mehrmals, darunter Nang Kaen (1596), eine frühere Mätresse seines Vaters. 1621 wurde er von seinem Sohn Upayuvaraja I. vom Thron gestoßen und 1622 ermordet.

## Nachkommen
Voravongse II. hatte fünf Söhne, darunter Somdet Brhat Chao Maha Upayavaraja, der Lan Xang seit 1621 für neun Monate regierte.